# اداویکاتاناهالی
اداویکاتاناهالی (به انگلیسی: Adavikatanahalli) در هند است که در کارناتاکا واقع شده‌است.